# Martin Chuzzlewit
The Life and Adventures of Martin Chuzzlewit (mais conhecido simplesmente como Martin Chuzzlewit) é um livro de Charles Dickens e é considerado o seu último romance picaresco. Originalmente, como é o caso da maioria dos romances de Charles Dickens, este foi publicado em série mensalmente entre 1843 e 1844. Dickens achava que esta foi uma das suas melhores obras, porém foi um dos seus romances menos populares . As vendas dos diferentes lançamentos mensais foram consideradas dececionantes em comparação com os seus trabalhos anteriores, pelo que Dickens mudou a história de forma a enviar a sua personagem principal para a América. Isto permitiu que o autor retratasse os Estados Unidos (país que tinha visitado em 1842) de forma satírica como uma selva com alguns pequenos espaços de civilização cheios de regateiros enganadores.
O tema principal do romance, de acordo com o prefácio escrito por Dickens, é o egoísmo, característica retratada de forma satírica por todos os membros da família Chuzzlewit. O romance também é conhecido por conter dois dos vilões mais populares da obra de Charles Dickens: Seth Pecksniff e Jonas Chuzzlewit. O livro é dedicado a Angela Georgina Burdett-Coutts, uma amiga de Charles Dickens.

## Personagens
- Mr. Pecksniff - hipócrita